# Видоки (Браславский район)
Видоки (бел. Відокі) — упразднённый хутор в Браславском районе Витебской области Беларуси.

## География
Урочище находится в западной части Витебской области, к югу от автодороги Н-2103, на расстоянии приблизительно 13 километров (по прямой) к юго-востоку от города Браслав, административного центра района. Абсолютная высота — 165 метров над уровнем моря.

## История
По состоянию на 1905 год, в фольварке Видоки проживало 8 человек (4 мужчины и 4 женщины). В административном отношении входил в состав Иодской волости Дисненского уезда Виленской губернии.
В 1921 году входил в состав гмины Йоды Дисенского повета Виленского воеводства Второй Польской республики. Числилось 13 жителей (6 мужчин и 7 женщин), проживавших в 2 домах. В этническом составе населения того периода поляки составляли 92,3 %, белорусы — 7,7 %. В конфессиональном составе населения преобладали католики (92,3 %), также были представлены православные христиане (7,7 %).
Упразднён в 1971 году.